# De draak van Hong-Kong
De draak van Hong-Kong is het zestiende stripalbum uit de Yoko Tsuno-reeks van Roger Leloup. De strip werd voor het eerst uitgegeven bij Dupuis in 1986. 